# Микаел Силвестр
Микаел Силвестр (фр. Mikaël Silvestre; Шамбре ле Тур, 9. август 1977) је француски бивши фудбалер.
Силвестр је започео каријеру у Рену 1996. године, пре него што је прешао у италијански клуб Интер Милано 1998. године. Придружио се 1999. године Манчестер јунајтеду где је освојио пет титула у Премијер лиги и Лигу шампиона у својој последњој сезони у клубу 2008. гоидне. Тада се придружио Арсеналу, након чега је уследио прелазак у немачки клуб Вердер Бремен две године касније. После додатне две године у Немачкој, преселио се у САД да би играо за Портланд тимберсе у МЛС-у, пре него што је 2014. године потписао за индијски суперлигашки клуб Ченајин, где се повукао на крају сезоне.
Силвестр је такође играо за француску репрезентацију, играјући 40 пута између 2001. и 2006. године. Представљао је Француску на два Светска првенства (2002. и 2006. године када је освојио сребрну медаљу), Европском првенству 2004. и на Купу конфедерација 2001. и 2003. године освојивши две златне медаље.